# Sotobañado y Priorato
Sotobañado y Priorato – gmina w Hiszpanii, w prowincji Palencia, w Kastylii i León, o powierzchni 25,26 km². W 2011 roku gmina liczyła 167 mieszkańców.